# Xfce
Xfce (произносится как [eks ef si i] (экс-эф-си-и)) — свободная среда рабочего стола для UNIX-подобных операционных систем, таких, как GNU/Linux, NetBSD, OpenBSD, FreeBSD, Solaris и т. п. Конфигурация данной среды полностью управляется мышью, конфигурационные файлы скрыты от пользователя.
Xfce основана на GTK+ и использует собственный менеджер окон Xfwm. Начало своей истории Xfce берёт с 1998 года. Тогда эта оболочка представляла собой дополнение к популярной тогда среде CDE, потому первоначально Xfce очень напоминала коммерческую CDE, но с каждой выпущенной версией всё дальше отходит от данной системы (Xfce была полностью переписана дважды — между версиями 2 и 3 и между версиями 3 и 4).
Xfce воплощает в себе традиционную философию UNIX, а именно концепции модульности и возможности многократного использования. Функциональные компоненты вынесены в отдельные приложения, и пользователь имеет возможность конфигурировать систему оптимальным образом.

## История
Xfce — лёгкое настольное рабочее окружение для различных UNIX-подобных систем. Разработанное с целью повышения производительности, оно позволяет загружать и выполнять приложения быстро, сохраняя ресурсы системы
— Оливье Фордан, создатель Xfce
Оливье Фордан начал проект в 1996 году. Название Xfce первоначально означало XForms Common Environment, но с того времени Xfce была переписана дважды и больше не использует этот набор инструментов для разработки. Название осталось, но записывается уже не как XFce, а как Xfce и никак не расшифровывается.

### Первые версии
Xfce начался как простой проект, созданный с помощью XForms и нацеленный стать свободным Linux-клоном CDE. Проект представлял собой простую панель инструментов без оконного менеджера. Фордан разместил программу на SunSITE (после 2000 года известной как ibiblio), после чего к нему стали поступать запросы на реализацию новых возможностей.

### Версия 2
Фордан продолжил работу над проектом, и в 1998 году была выпущена Xfce 2 с первой версией оконного менеджера Xfwm. Попытка включения проекта в Red Hat Linux провалилась, потому что он был основан на XForms. Red Hat принимал только свободное и открытое программное обеспечение, но в то время XForms был закрытым программным обеспечением и свободным только для личного использования. По тем же причинам Xfce не было в Debian до версии 3. Xfce 2 была только включена в раздел Debian contrib.

### Версия 3
В марте 1999 года Фордан начал полностью переписывать проект на GTK+, свободном тулките, популярность которого росла. Результатом стала Xfce 3.0, лицензированная под GNU GPL. Кроме того, что проект стал полностью свободным, от GTK+ проект получил поддержку drag-and-drop, множества языков и улучшенные возможности конфигурирования. Начиная с версии 3.8.1, в феврале 2001 года, Xfce была загружена на SourceForge.net.

### Версия 4
В версии 4.0.0 Xfce начала использовать библиотеки GTK+ 2. Изменения в 4.2.0 включали композитный оконный менеджер для Xfwm, который добавил встроенную поддержку прозрачности окон и теней, а также используемый по умолчанию новый набор SVG-пиктограмм. Файловым менеджером по умолчанию, начиная с версии 4.4, является Thunar. Он напоминает Nautilus, приоритетами при разработке заявлены быстродействие и экономное использование ресурсов.
Версия 4.6 — модульная, где одни модули могут использовать функциональность других. Она состоит из отдельных программных компонентов, вместе предоставляющих полнофункциональную среду рабочего стола, но из них можно оставить только те, которые обеспечивают предпочтительную для пользователя рабочую среду. Xfce используется, главным образом, из-за возможности запустить современную среду рабочего стола на относительно скромном оборудовании. Начиная с версии 4.6, настройки хранятся в реестре xfconf, организованном наподобие GConf, который используется в среде GNOME. Эта новость вызвала протесты у многих сторонников использования конфигурационных файлов. Разработчики объясняют свой шаг тем, что с помощью реестра станет проще конфигурировать Xfce и писать под неё приложения, используя готовую библиотеку работы с реестром.
Xfce 4.10, выпущенная 28 апреля 2012, представила вертикальный режим панели рабочего стола и перенесла большую часть документации на вики-движке. Данная версия была в основном направлена на улучшение пользовательского интерфейса. За этим последовал выпуск Xfce 4.12, спустя два года и десять месяцев, 28 февраля 2015, который содержал очень незначительные изменения.

## Составные части Xfce
- Thunar — файловый менеджер по умолчанию для Xfce, заменяющий Xffm. Он напоминает Nautilus из GNOME и был разработан с расчётом на высокую скорость работы при низком потреблении памяти, при этом предоставляя возможность расширения функциональности посредством плагинов.
- Xfwm — менеджер окон. Начиная с версии 4.2, Xfwm включает в себя собственный композитный менеджер окон. Многие пользователи называли его самым стабильным из доступных, хотя в то время, в конце 2004 года, другим доступным композитным менеджером был только xcompmgr.
- Панель задач xfce4-panel.
- Менеджер рабочего стола xfdesktop.
- Менеджер сеансов xfce4-session.
- Диспетчер настроек xfce4-settings позволяет настраивать множество компонентов среды: внешний вид, дисплей, клавиатуру, мышь и многое другое.
- Система хранения настроек xfconf, использующая D-Bus.
- Поиск приложений xfce4-appfinder.
- Эмулятор терминала xfce4-terminal поддерживает множество функций, как автодополнение, цветной текст, вкладки, горячие клавиши, прозрачность фона, смену цветовой палитры.
- Менеджер питания xfce4-power-manager воплощает в себе основные функции менеджера питания: отключение монитора по таймеру для каждого режима (аккумулятор/зарядное устройство). Также умеет оповещать о состоянии батареи (полный разряд, почти полный разряд, зарядка), управлять питанием монитора и жёстких дисков.

## Дополнительные приложения для Xfce
- Mousepad — это простой текстовый редактор, написанный Эриком Харрисоном (Erik Harrison). Он является текстовым редактором по умолчанию среды Xfce. Согласно сайту Xfce, Mousepad основан на более старом текстовом редакторе Leafpad и был разработан с целью поддержки печати. За время существования Mousepad его развитием занимались разные разработчики. Следующая версия Mousepad, 0.3.x, была переписана Ником Шермером (Nick Schermer).
- Orage — календарь. Начиная с версии 4.4, Xfcalendar был переименован в Orage и получил некоторые новые возможности. Orage имеет оповещения и использует формат iCalendar, что делает его совместимым с многими другими календарными приложениями. Он также включает плагин часов для панели и приложение международных часов, способных одновременно показывать часы с различными часовыми поясами.
- Parole — медиаплеер. Для проигрывания аудио- и видеофайлов эта программа использует мультимедийный фреймворк GStreamer[10].
- Ristretto — программа для просмотра изображений[11].
- Xfburn — программа для записи оптических дисков, использующая библиотеку libburn[12].